# Ryssbysjön (Barkeryds socken, Småland)
Ryssbysjön är en sjö i Nässjö kommun i Småland och ingår i Motala ströms huvudavrinningsområde. Sjön har en area på 2,63 kvadratkilometer och ligger 263 meter över havet. Sjön avvattnas av vattendraget Motala Ström. Vid provfiske har bland annat abborre, braxen, gädda och gös fångats i sjön.
Sjön är belägen cirka fem kilometer nordnordväst om Nässjö centrum, intill riksväg 31/40/47. Renat spillvatten töms sedan flera år i Nässjöån för vidare befordran till Ryssbysjön. Åtgärder för förbiledning har diskuterats.

## Delavrinningsområde
Ryssbysjön ingår i delavrinningsområde (639900-143025) som SMHI kallar för Utloppet av Ryssbysjön. Delavrinningsområdets medelhöjd är 277 meter över havet och ytan är 11,86 kvadratkilometer. Räknas de 4 delavrinningsområdena uppströms in blir den ackumulerade arean 94,4 kvadratkilometer. Delavrinningsområdets utflöde Motala Ström mynnar i havet. Delavrinningsområdet består mestadels av skog (57 procent) och jordbruk (11 procent). Avrinningsområdet har 2,63 kvadratkilometer vattenytor vilket ger det en sjöprocent på 22,2 procent.

## Fisk
Vid provfiske har följande fisk fångats i sjön:
- Abborre
- Braxen
- Gädda
- Gös
- Lake
- Mört
- Sutare